# Edlaston and Wyaston
Edlaston and Wyaston är en civil parish i Storbritannien.  Den ligger i distriktet Derbyshire Dales i grevskapet Derbyshire i England, i den södra delen av landet, 200 km nordväst om huvudstaden London. Antalet invånare är 220.